# Zabreznik
Zabreznik – wieś w Słowenii, w gminie Zagorje ob Savi. W 2018 roku liczyła 42 mieszkańców.